# Filipijnse verkiezingen 2010
De Filipijnse verkiezingen van 2010 vonden plaats op 10 mei 2010. Er werden op deze dag in de Filipijnen zowel op landelijke als op lokaal niveau verkiezingen gehouden. Landelijk werd gestemd voor de nieuwe president en vicepresident, alle afgevaardigden van het Huis van Afgevaardigden en de helft van de senatoren in de Senaat. Op lokaal niveau werden verkiezingen gehouden voor de functies van gouverneurs, vicegouverneurs en provinciebestuur op provinciaal niveau, voor burgemeesters, viceburgemeesters en stadsbesturen of gemeenteraden op stedelijk of gemeentelijk niveau. In totaal konden de ruim 50 miljoen geregistreerde stemgerechtigde Filipino's kiezen uit tienduizenden kandidaten voor bijna 18.000 beschikbare posities. Verantwoordelijk voor de uitvoering van de verkiezingen was het onafhankelijke kiesorgaan COMELEC.

## Aanloop naar de verkiezingen

### Verkiezingsgeweld

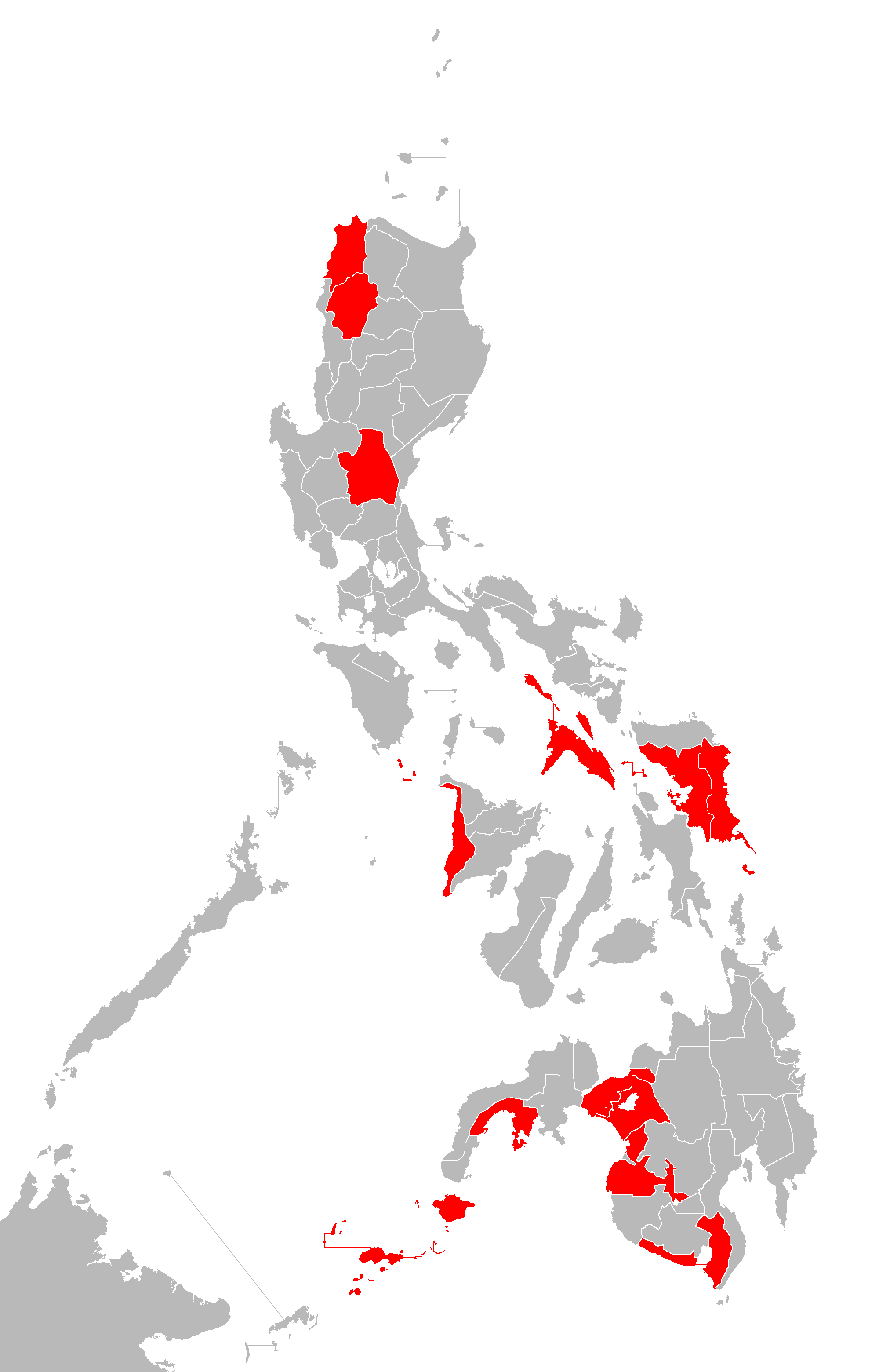
De gebieden die zijn aangewezen als probleemgebieden ("hotspots")

Verkiezingen in de Filipijnen gaan vrijwel altijd gepaard met veel geweld en bloedvergieten. Een van de oorzaken van het geweld zijn de vele tientallen privélegertjes die er actief zijn in dienst van de heersende Filipijnse politieke elite. Ook in de aanloop naar de verkiezingen van 2010 zijn al zo'n honderd mensen omgekomen bij verkiezingsgerelateerd geweld. Het meest dodelijke incident vond plaats in november 2009 toen bij een bloedbad in Ampatuan in de zuidelijke provincie Maguindanao 64 mensen om het leven kwamen, die in konvooi onderweg waren om Esmael Mangudadatu in te schrijven voor de gouverneursverkiezingen van Maguindanao. Onder de slachtoffers waren naast aanhangers en familieleden van Mangudadatu ook enkele tientallen journalisten. Ook in 2010 kwamen bij tientallen andere incidenten minstens 40 dodelijke slachtoffers.

### Geautomatiseerde verkiezingen
De verkiezingen van 2010 waren de eerste verkiezingen worden waarbij gebruikgemaakt wordt van stemmachines. Het stemmen zelf gebeurde nog door het handmatig invullen van een voorbedrukt stemformulier. De stemformulier werden vervolgens automatisch door de stemmachines verwerkt. Hierdoor waren de uitslagen van deze verkiezingen al binnen 2 tot drie dagen beschikbaar. Dit is veel sneller dan bij voorgaande verkiezingen. De officiële uitslagen zullen echter niet binnen die termijn beschikbaar komen omdat deze alleen vastgesteld mogen worden door het Filipijns Congres. Een andere belangrijke doelstelling van het inzetten van stemmachines is het moeilijker maken van het toepassen van de in de Filipijnen ook niet ongebruikelijke verkiezingsfraude. Critici beweren echter dat de stemmachines juist erg fraudegevoelig zijn en pleitten daarom om de stemmen ook nog handmatig te tellen om betrouwbare uitslagen te garanderen. Hoewel COMELEC verklaarde dat dit niet mogelijk was, schaarden zes van de negen presidentskandidaten zich achter het plan om in ieder geval de stemmen voor president, vicepresident en de senaat handmatig na te tellen. Verder zouden ook de stemmen voor andere, lokale posities nog handmatig worden geteld, indien er dan aanleiding toe was. De kandidaten Teodoro en Villar waren tegen en ook zittend president Macapagal-Arroyo was tegen handmatig tellen. Eind april besloot COMELEC definitief af te zien van het plan om stemmen ook handmatig te gaan tellen.
Naast de zorgen over mogelijk fraude met de stemmachines waren er ook veel zorgen over het functioneren van de apparaten. Zo was bij een kleinschalig gebruik bij voorverkiezingen voor in het buitenlandse verblijvende Filipino's in Hongkong al gebleken dat er diverse technische problemen optraden. Ook kwam er ruim een week voor de verkiezingen bij testen naar voren dat er problemen waren met de geheugenkaarten van de machines, waardoor de voorgedrukte namen op de stembiljetten niet verwerkt werden. Nadat het probleem verholpen was moesten de nieuwe geheugenkaarten binnen een paar dagen tot in de verste uithoeken van het land bij alle stembureaus bezorgd worden. Diverse kandidaten riepen daarop COMELEC op om de verkiezingen uit te stellen. Ook een van de advocaten van president Gloria Macapagal-Arroyo liet op 5 mei weten dat uitstel de enige manier was om chaos op de verkiezingsdag te voorkomen. Een ander punten van zorg waren de vele brown-outs die de Filipijnen de laatste maanden kennen en het ontbreken van bereik van mobiele telefoonnetwerken op veel stembureaulocaties. Hierdoor zouden de stemmachines mogelijk niet gebruikt kunnen worden.

## Nationale verkiezingen
De Filipijnse stemgerechtigden konden op 10 mei op nationaal niveau een nieuwe president, vicepresident en twaalf nieuwe senatoren kiezen. Bij de verkiezingen voor president en vicepresident worden alle uitbrachte stemmen van alle kiesdistricten bij elkaar opgeteld. De kandidaat met de meeste geldige stemmen wint. Bij de verkiezingen voor de Filipijnse Senaat worden ook alle per kandidaat uitbrachte stemmen in alle kiesdistricten bij elkaar opgeteld. De twaalf kandidaten met de meeste stemmen winnen vervolgens een zetel in de senaat.

### President

#### Kandidaten
Voor de presidentsverkiezingen schreven zich ongeveer honderd kandidaten in. Na beoordeling door de kiescommissie COMELEC vielen de meeste kandidaten af vanwege het feit dat vooraf al duidelijk was dat ze geen kans zouden maken of omdat ze onvoldoende middelen hadden om deel te nemen aan de strijd. Uiteindelijk bleven negen kandidaten over. De drie kandidaten die volgens de vele peilingen voorafgaand aan de verkiezingen het meeste kans maakten waren de senators Benigno Aquino III en Manny Villar en voormalig president Joseph Estrada. De kandidaat van de huidige regeringspartij LAKAS-CMD-KAMPI lijkt gezien al deze peilingen weinig kans te maken. De overige kandidaten zijn de senators Jamby Madrigal en Dick Gordon; Eddie Villanueva, leider en oprichter van de Jesus is Lord Church; John Carlos de los Reyes, raadslid van Olongapo City en activist Nicanor Perlas. Al deze kandidaten kwamen in de peilingen niet verder dan 1 of 2%. Andere politici die het jaar voorafgaand aan de verkiezingen hoge percentages behaalden in de peilingen waren vicepresident Noli de Castro en senator Francis Escudero. De Castro stelde zich uiteindelijk zonder opgaaf van reden niet kandidaat. Escudero kondigde in eerste instantie wel zijn kandidatuur aan, maar maakte op 25 november 2009 bekend van gedachten te zijn veranderd, nadat hij eerder al gebroken had met zijn politieke partij NPC.
Benigno Aquino III (Liberal Party)

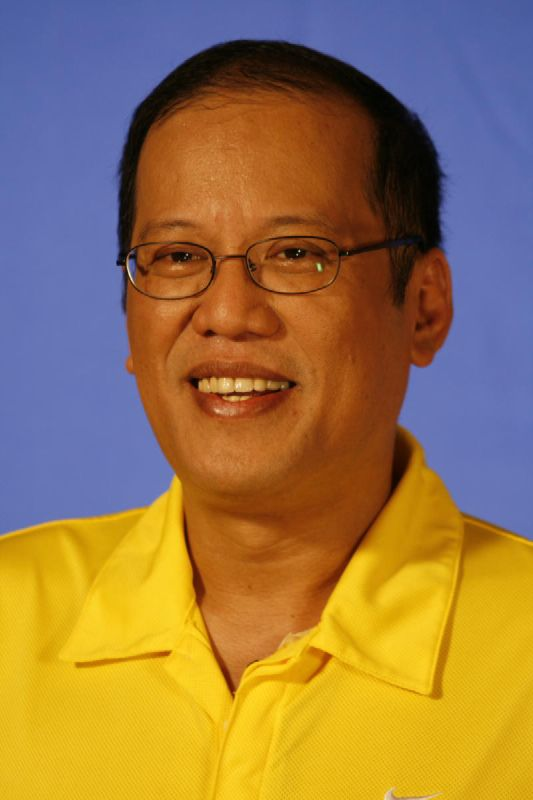
Noynoy Aquino

De presidentskandidaat voor de Liberal Party is Noynoy Aquino. Hij is sinds 2007 senator en de enige zoon van de in 1983 vermoorde senator Ninoy Aquino en voormalig president Corazon Aquino. Hij stelde zich begin september 2009 kandidaat, nadat de beoogde kandidaat, senator en partijleider Mar Roxas, had besloten om een stapje terug te doen en zich te kandideren voor het vicepresidentschap. Deze beslissing had te maken met de sterk gegroeide populariteit van Aquino na de dood van zijn moeder, voormalig president Corazon Aquino. Diverse prominente politici van de Liberal Party riepen Aquino vervolgens op zich te kandideren. Aquino zelf gaf aan nog twijfels te hebben, maar direct na afloop van de officiële rouwperiode voor zijn overleden moeder kondigde hij aan gehoor te geven aan de oproep. Direct al bij de eerste peiling na zijn beslissing bleek zijn grote populariteit en nam direct een grote voorsprong met 60%. Na verloop van tijd zakte zijn populariteit wat in. Hij bleef volgens de peilingen echter de grootste kanshebber.
Aquino profileerde zich als een integere kandidaat die zich, in tegenstelling tot andere Filipijnse presidenten, zijn functie niet zal gebruiken voor zelfverrijking en zich ook wil inzetten om corruptie binnen de overheid tegen te gaan. Daarnaast wil hij zich inzetten voor de vermindering van de armoede in het land en belooft hij te investeren in de gezondheidszorg en onderwijs. Tegenstanders noemen Aquino een onopvallende politicus zonder grote prestaties. Zijn populariteit zou volledig gebaseerd zijn op de reputatie van zijn populaire ouders. Ook wijzen ze er op dat de Aquino-familie nog altijd in het bezit is van Hacienda Luisita, het op een na grootste landgoed van de Filipijnen. De Aquino's zouden, ondanks beloftes van Noynoy hierover, niet van plan zijn het landgoed op te geven. Het doorvoeren van echte landhervormingen wordt gezien als een belangrijke maatregel bij de bestrijding van armoede en de enorme tegenstelling in inkomensverdeling in de Filipijnen.
Manny Villar (Nacionalista Party)

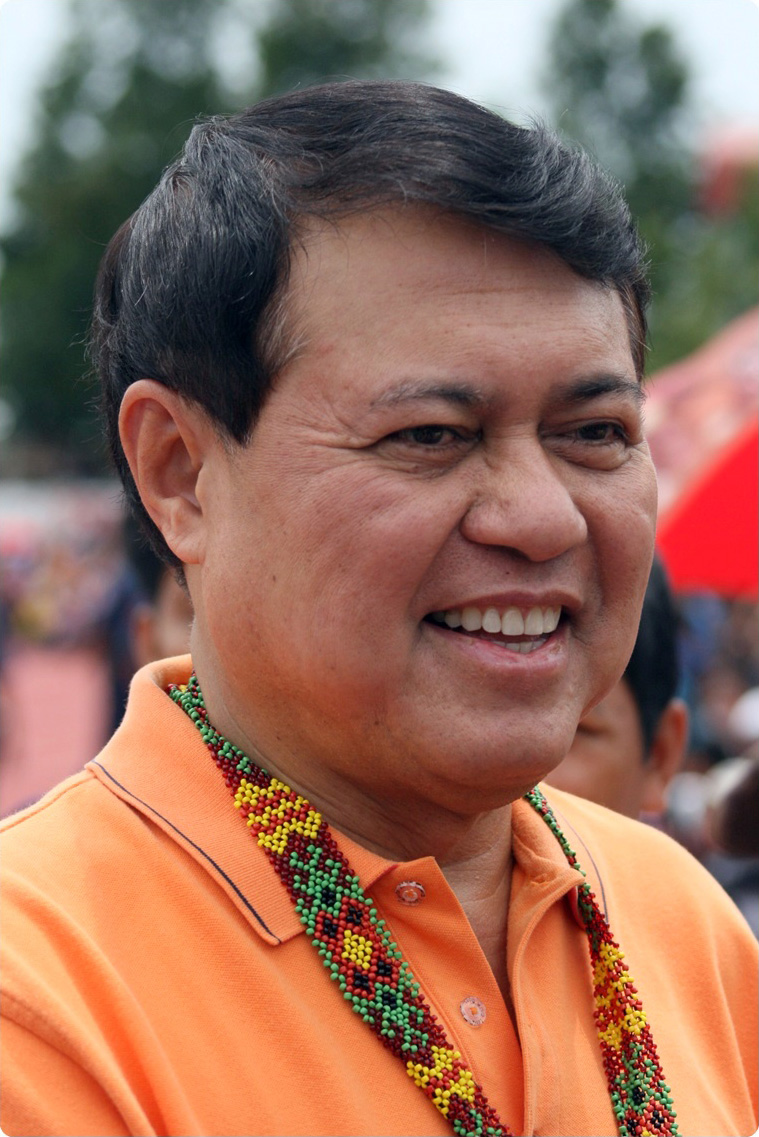
Manny Villar

De kandidaat van de andere grote oppositiepartij, de Nacionalista Party, is Manny Villar. Villar is sinds 1992 politicus en was drie termijnen lid van het Huis van Afgevaardigden. In 2001 was hij Voorzitter van het Huis toen daar de afzettingsprocedure tegen president Estrada, een van zijn huidige concurrenten in de race om het presidentschap, werd behandeld. Sinds 2001 is hij lid van de Filipijnse Senaat en van 2006 tot 2008 was hij bovendien Voorzitter van de Senaat, een van de machtigste posities in de Filipijnse politiek. Hoewel hij inmiddels bekendstaat als het rijkste lid van het Filipijns Congres is Villar oorspronkelijk niet van rijke komaf. Zelf beweert hij geboren te zijn in een arm gezin en door hard werken zijn huidige positie bereikt te hebben. Critici bestrijden dit verhaal echter.
Villar is volgens zijn critici een van de kandidaten die het meeste geld uitgeeft aan radio- en televisiecommercials. Hij zelf pareerde deze kritiek door te melden dat hij in tegenstelling tot zijn tegenstanders al zijn campagne-uitgaven uit eigen zak betaald. Twee van zijn tegenstanders beweerden ondertussen door Villar benaderd te zijn voor omkoping. Senator Dick Gordon beweerde dat Villar hem geld bood om uit de race te stappen. En senator Jamby Madrigal beweerde dat Villar haar 1 miljoen Peso bood als ze zou haar aantijgingen omtrent de corruptie in het C-5 wegproject zou intrekken
Joseph Estrada (Pwersa ng Masang Pilipino)

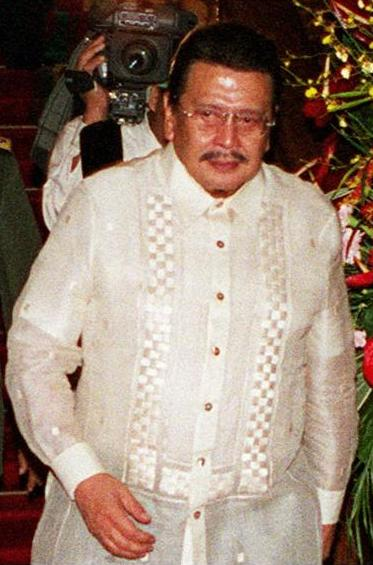
Joseph Estrada

Een andere opvallende persoonlijkheid in de presidentsverkiezingen is voormalig president Joseph Estrada. Estrada was in het verleden een populair acteur en is een van de voorbeelden van beroemdheden die hun populariteit gebruikten voor een carrière in de Filipijnse politiek. Na het burgemeesterschap van San Juan was hij van 1987 tot 1992 senator. Aansluitend werd hij bij de verkiezingen van 1992 gekozen als vicepresident. Zes jaar later won hij de presidentsverkiezingen. In 2001, halverwege zijn termijn, werd hij echter afgezet wegens verduistering en corruptie. In 2007 volgde een veroordeling tot een levenslange gevangenisstraf. Een maand later verleende zijn opvolger Gloria Macapagal-Arroyo hem echter gratie. Voorafgaand aan de verkiezingen riep hij de oppositie op om met een sterke kandidaat aan de verkiezingen deel te nemen. Toen die oproep geen gehoor kreeg stelde hij zich kandidaat. Zijn kandidatuur heeft veel discussie opgeleverd. De Filipijnse Grondwet verbiedt de president om zich herkiesbaar te stellen voor het ambt. Estrada stelde dat dit voor hem niet gold omdat hij door zijn afzetting zijn termijn niet afmaakte. De kiescommissie gaf hem daarin gelijk. Er loopt echter nog wel een zaak tegen zijn kandidatuur bij het Filipijns hooggerechtshof. Estrada is tijdens de verkiezingen 73 jaar oud en is daarmee verreweg de oudste presidentskandidaat. Hij zelf wijst er echter op dat Ronald Reagan en Nelson Mandela nog ouder waren toen ze tot president van respectievelijk de Verenigde Staten en Zuid-Afrika werden gekozen.
Gilberto Teodoro (Lakas-Kampi-CMD)

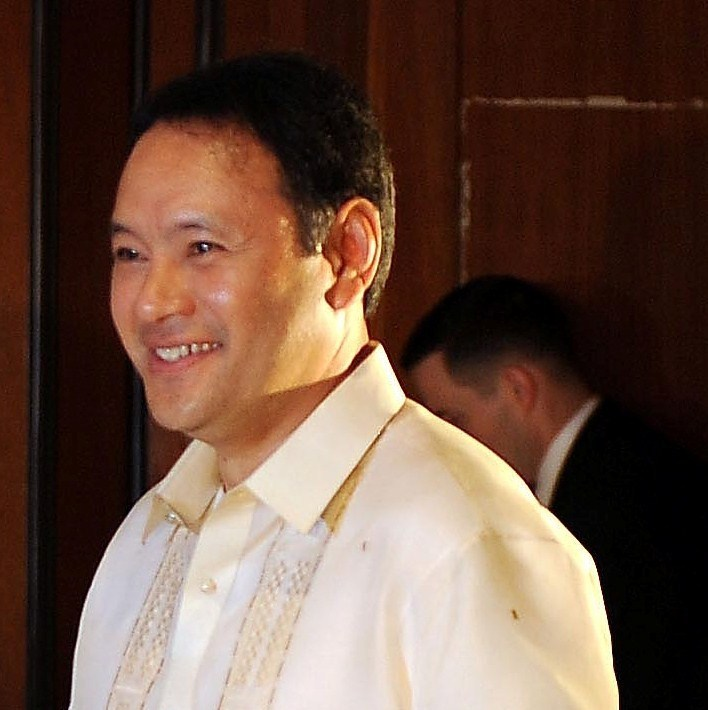
Gilberto Teodoro

De regeringscoalitie Lakas-Kampi-CMD heeft na een interne verkiezing gekozen voor Gilberto Teodoro jr.. Teodoro, die de afgelopen jaren diende als minister van defensie in het kabinet van Arroyo won de strijd van Bayani Fernando. Teodoro is net als zijn achterneef Benigno Aquino III afkomstig uit de invloedrijke familie Cojuangco. Zijn grootmoeder was een zus van de grootvader van Benigno. Teodoro was tot de verkiezingen minister van defensie in het kabinet van Gloria Macapagal-Arroyo. Daarvoor was hij negen jaar lid van het Filipijns Huis van Afgevaardigden.
Teodoro heeft volgens alle peilingen voorafgaand aan de verkiezingen, waarin hij niet hoger komt dan 4 tot 7% van de kiezers, niet veel kans. Het half jaar voorafgaand aan de verkiezingen liepen dan ook veel politici van de regeringscoalitie over naar de andere politieke partijen en met name naar de in de partijen van de in de opiniepeilingen goed scorende Aquino Liberal Party en Villar (Nacionalista Party).

#### Peilingen
Al vanaf 2007 zijn er door diverse instanties populariteitspeilingen uitgevoerd. De grafiek hieronder presenteert de resultaten van de vier meest populaire kandidaten in onderzoeken van de Social Weather Stations. Er werd bij de onderzoeken gebruikgemaakt van de volgende vraagstelling: "Volgende de huidige grondwet zal de termijn van president Arroyo in mei 2010 aflopen en zullen er in mei 2010 verkiezingen worden georganiseerd voor een nieuwe president. Wie zijn in uw opinie de juiste leiders om president Arroyo op te volgens als president?
Noot:
- De ondervraagden mochten drie namen noemen, waardoor het totaal per peiling boven de 100% kan uitkomen.

De overige vijf kandidaten maken volgens de peilingen van de Social Weather Stations geen kans. Geen van allen worden vaker van 2% genoemd als antwoord op hierboven vermelde vraagstelling.

#### Resultaten
Het tellen van de stemmen door het Filipijns Congres resulteerde in de volgende uitslag:
| Presidentsverkiezingen 2010               | Presidentsverkiezingen 2010               | Presidentsverkiezingen 2010               | Presidentsverkiezingen 2010 | Presidentsverkiezingen 2010 |
| Kandidaat                                 | Partij                                    | Partij                                    | Resultaten                  | Resultaten                  |
| Kandidaat                                 | Partij                                    | Partij                                    | Stemmen                     | %                           |
| ----------------------------------------- | ----------------------------------------- | ----------------------------------------- | --------------------------- | --------------------------- |
| Noynoy Aquino                             |                                           | Liberal                                   | 15.208.678                  | 41,87%                      |
| Joseph Estrada                            |                                           | PMP                                       | 9.487.837                   | 26,12%                      |
| Manny Villar                              |                                           | Nacionalista                              | 5.573.835                   | 15,35%                      |
| Gilberto Teodoro                          |                                           | Lakas-Kampi-CMD                           | 4.095.839                   | 11,28%                      |
| Eddie Villanueva                          |                                           | Bagong Pilipinas                          | 1.125.878                   | 3,10%                       |
| Richard Gordon                            |                                           | Bagumbayan-VNP                            | 501.727                     | 1,38%                       |
| Nicanor Perlas                            |                                           | Onafhankelijk                             | 54.575                      | 0,15%                       |
| Jamby Madrigal                            |                                           | Onafhankelijk                             | 46.489                      | 0,13%                       |
| John Carlos de los Reyes                  |                                           | Ang Kapatiran                             | 44.244                      | 0,12%                       |
| Aantal uitgebrachte geldige stemmen       | Aantal uitgebrachte geldige stemmen       | Aantal uitgebrachte geldige stemmen       | 36.139.102                  | 99,50%                      |
| Vetallano Acosta (uitgesloten)            |                                           | KBL                                       | 181.985                     | 0,50%                       |
| Aantal stemmen (inclusief stemmen Acosta) | Aantal stemmen (inclusief stemmen Acosta) | Aantal stemmen (inclusief stemmen Acosta) | 36.321.087                  | 70,81%                      |
| Registreerde stemmers                     | Registreerde stemmers                     | Registreerde stemmers                     | 51.292.465                  | 100,00%                     |

*Vetallano Acosta (KBL) werd uitgesloten van deelname aan de verkiezingen nadat de stembiljetten al geprint waren. Alle stemmen op Acosta zijn hierdoor verloren gegaan.

### Vicepresident
Hoewel de kandidaten voor het vicepresidentschap zich meestal als running mate van een van de presidentskandidaten presenteren en gezamenlijk campagne voeren, worden voor de twee functies onafhankelijke verkiezingen georganiseerd. De winnaar van de vicepresidentsverkiezingen hoeft dus niet de running mate van de winnaar van de presidentsverkiezingen te zijn. De laatste keer dat dit gebeurde was bij de verkiezingen van 1992 toen Fidel Ramos en Joseph Estrada werd gekozen als respectievelijk president en vicepresident. Na beoordeling door de kiescommissie zijn voor de vicepresidentsverkiezingen negen kandidaten overgebleven. Volgens de opiniepeilingen voorafgaand aan de verkiezingen waren de grootste kanshebbers om tot vicepresident gekozen te worden: Mar Roxas, Jejomar Binay en Loren Legarda. In de uiteindelijke uitslag bleek het een nek-aan-nek race tussen senator Mar Roxas en Makati-burgemeester Jejomar Binay. De laatste won de verkiezingen met ruim 2% meer stemmen.

#### Resultaten
Het tellen van de stemmen door het Filipijns Congres resulteerde in de volgende uitslag:
| Vicepresidentsverkiezingen 2010 | Vicepresidentsverkiezingen 2010 | Vicepresidentsverkiezingen 2010 | Vicepresidentsverkiezingen 2010 | Vicepresidentsverkiezingen 2010 |
| Kandidaat                       | Partij                          | Partij                          | Resultaten                      | Resultaten                      |
| Kandidaat                       | Partij                          | Partij                          | Stemmen                         | %                               |
| ------------------------------- | ------------------------------- | ------------------------------- | ------------------------------- | ------------------------------- |
| Jejomar Binay                   |                                 | PDP-Laban                       | 14.645.574                      | 41,65%                          |
| Mar Roxas                       |                                 | Liberal Party                   | 13.918.490                      | 39,58%                          |
| Loren Legarda                   |                                 | NPC                             | 4.294.664                       | 12,21%                          |
| Bayani Fernando                 |                                 | Bagumbayan-VNP                  | 1.017.631                       | 2,89%                           |
| Edu Manzano                     |                                 | Lakas Kampi CMD                 | 807.728                         | 2,30%                           |
| Perfecto Yasay                  |                                 | Bangon Pilipinas                | 364,652                         | 1,04%                           |
| Jay Sonza                       |                                 | KBL                             | 64.230                          | 0,18%                           |
| Dominador Chipeco jr.           |                                 | Ang Kapatiran                   | 52.562                          | 0,15%                           |
| Totalen/Opkomst                 | Totalen/Opkomst                 | Totalen/Opkomst                 | 35.165.531                      | 68,04%                          |
| Registreerde stemmers           | Registreerde stemmers           | Registreerde stemmers           | 51.292.465                      | 100,0%                          |

### Senaat
Elke drie jaar loopt van de helft van de 24 senatoren de zesjarige termijn af. Ditmaal betrof het elf senatoren, omdat senator Alfredo Lim bij de verkiezingen van 2007 werd gekozen als burgemeester van Manilla en daardoor een vacante zetel achterliet. Van deze elf senatoren zijn er drie niet herkiesbaar, omdat ze zich kandidaat hebben gesteld voor het presidentschap (Madrigal en Gordon) of het vicepresidentschap (Roxas). Daarnaast zijn twee senatoren niet herkiesbaar omdat ze het maximale aantal van twee opeenvolgende termijnen in de senaat er op hebben zitten (Biazon en Pimentel jr.). Vijf van de overige zes hebben volgens opiniepeilingen een zeer goede kans herkozen te worden. Deze vijf, te weten Ramon Revilla jr., Jinggoy Estrada, Miriam Santiago en Juan Ponce Enrile staan bovenaan de lijst met meest genoemde kandidaten. Daarna volgen Franklin Drilon, Vicente Sotto III, Ralph Recto en Sergio Osmeña III. Zij waren allen in het verleden ook al een of meerdere termijnen senator. De strijd om de resterende zetels gaat volgens de laatste peilingen tussen Ferdinand Marcos jr., Manuel Lapid, Gilbert Cesar Remulla, Jose de Venecia III, Teofisto Guingona III en Gwendolyn Pimentel.

#### Resultaten
| Senaatsverkiezingen 2010      | Senaatsverkiezingen 2010      | Senaatsverkiezingen 2010      | Senaatsverkiezingen 2010 | Senaatsverkiezingen 2010 |
| Kandidaat                     | Partij                        | Partij                        | Resultaten               | Resultaten               |
| Kandidaat                     | Partij                        | Partij                        | Stemmen                  | %                        |
| ----------------------------- | ----------------------------- | ----------------------------- | ------------------------ | ------------------------ |
| Bong Revilla                  |                               | Lakas-Kampi-CMD               | 19.513.521               | 51,15%                   |
| Jinggoy Estrada               |                               | PMP                           | 18.925.925               | 49,61%                   |
| Miriam Defensor Santiago      |                               | PRP                           | 17.344.742               | 45,47%                   |
| Franklin Drilon               |                               | Liberal                       | 15.871.117               | 41,60%                   |
| Juan Ponce Enrile             |                               | PMP                           | 15.665.618               | 41,06%                   |
| Pia Cayetano                  |                               | Nacionalista                  | 13.679.511               | 35,86%                   |
| Ferdinand Marcos jr.          |                               | Nacionalista                  | 13.169.634               | 34,52%                   |
| Ralph Recto                   |                               | Liberal                       | 12.436.960               | 32,60%                   |
| Vicente Sotto III             |                               | NPC                           | 11.891.711               | 31,17%                   |
| Sergio Osmeña III             |                               | onafhankelijk                 | 11.656.668               | 30,56%                   |
| Lito Lapid                    |                               | Lakas-Kampi-CMD               | 11,025,805               | 28,90%                   |
| Teofisto Guingona III         |                               | Liberal                       | 10.277.352               | 26,94%                   |
| Risa Hontiveros-Baraquel      |                               | Liberal                       | 9.106.112                | 23,87%                   |
| Ruffy Biazon                  |                               | Liberal                       | 8.626.514                | 22,61%                   |
| Joey de Venecia               |                               | PMP                           | 8.375.043                | 21,95%                   |
| Gilbert Remulla               |                               | Nacionalista                  | 7.454.557                | 19,54%                   |
| Danilo Lim                    |                               | onafhankelijk                 | 7.302.784                | 19,14%                   |
| Sonia Roco                    |                               | Liberal                       | 6.774.010                | 17,76%                   |
| Ariel Querubin                |                               | Nacionalista                  | 6.547.925                | 17,16%                   |
| Gwendolyn Pimentel            |                               | PDP-Laban                     | 6.394.347                | 16,76%                   |
| Nereus Acosta                 |                               | Liberal                       | 5.921.111                | 15,52%                   |
| Alexander Lacson              |                               | Liberal                       | 5.242.594                | 13,74%                   |
| Adel Tamano                   |                               | Nacionalista                  | 4.059.748                | 10,64%                   |
| Emilio Mario Osmeña           |                               | PROMDI                        | 3.980.370                | 10,43%                   |
| Liza Maza                     |                               | onafhankelijk                 | 3.855.800                | 10,11%                   |
| Satur Ocampo                  |                               | Bayan Muna                    | 3.539.345                | 9,28%                    |
| Francisco Tatad               |                               | Grand Alliance for Democracy  | 3.331.083                | 8,73%                    |
| Ramon Mitra III               |                               | Nacionalista                  | 2.744.090                | 7,19%                    |
| Apolinario Lozada             |                               | PMP                           | 2.730.279                | 7,16%                    |
| Rey Langit                    |                               | Lakas-Kampi-CMD               | 2.694.213                | 7,06%                    |
| Silvestre Bello III           |                               | Lakas-Kampi-CMD               | 2.468.276                | 6,47%                    |
| Yasmin Lao                    |                               | Liberal                       | 2.081.895                | 5,46%                    |
| Imelda Papin                  |                               | KBL                           | 1.972.667                | 5,17%                    |
| Susan Ople                    |                               | Nacionalista                  | 1.930.038                | 5,06%                    |
| Martin Bautista               |                               | Liberal                       | 1.890.152                | 4,95%                    |
| Rodolfo Plaza                 |                               | NPC                           | 1.517.905                | 3,98%                    |
| JV Larion Bautista            |                               | PMP                           | 1.415.117                | 3,71%                    |
| Ramon Guico                   |                               | Lakas-Kampi-CMD               | 1.264.982                | 3,32%                    |
| Raul Lambino                  |                               | Lakas-Kampi-CMD               | 1.156.294                | 3,03%                    |
| Hector Villanueva             |                               | KBL                           | 979.708                  | 2,57%                    |
| Ramoncito Ocampo              |                               | Bangon Pilipinas              | 944.725                  | 2,48%                    |
| Kata Inocencio                |                               | Bangon Pilipinas              | 888.771                  | 2,33%                    |
| Jovito Palparan jr.           |                               | onafhankelijk                 | 825.208                  | 2,16%                    |
| Alex Tinsay                   |                               | Bangon Pilipinas              | 728.339                  | 1,91%                    |
| Zafrullah Alonto              |                               | Bangon Pilipinas              | 712.628                  | 1,87%                    |
| Reginald Tamayo               |                               | Ang Kapatiran                 | 680.211                  | 1,78%                    |
| Nanette Espinosa              |                               | KBL                           | 607.569                  | 1,59%                    |
| Regalado Maambong             |                               | KBL                           | 545.967                  | 1,43%                    |
| Shariff Ibrahim Albani        |                               | KBL                           | 508.558                  | 1,33%                    |
| Rizalito David                |                               | Ang Kapatiran                 | 504.259                  | 1,32%                    |
| Israel Virgines               |                               | Bangon Pilipinas              | 455.332                  | 1,19%                    |
| Zosimo Paredes                |                               | Ang Kapatiran                 | 437.439                  | 1,15%                    |
| Adrian Sison                  |                               | Ang Kapatiran                 | 418.055                  | 1,10%                    |
| Reynaldo Princesa             |                               | Independent                   | 364.245                  | 0,95%                    |
| Jo Aurea Imbong               |                               | Ang Kapatiran                 | 362.457                  | 0,95%                    |
| Adz Nikabulin                 |                               | Bangon Pilipinas              | 346.848                  | 0,91%                    |
| Henry Caunan                  |                               | PDP-Laban                     | 240.676                  | 0,63%                    |
| Manuel Valdehuesa jr.         |                               | Ang Kapatiran                 | 201.118                  | 0,53%                    |
| Hector Tarrazona              |                               | Ang Kapatiran                 | 168.386                  | 0,44%                    |
| Ma. Gracia Riñoza-Plazo       |                               | Ang Kapatiran                 | 151.755                  | 0,40%                    |
| Alma Lood                     |                               | KBL                           | 128.045                  | 0,34%                    |
| Totalen                       | Totalen                       | Totalen                       | -                        | 100,00%                  |
| Registreerde stemmers/opkomst | Registreerde stemmers/opkomst | Registreerde stemmers/opkomst | -                        | %                        |

## Lokale verkiezingen

### Huis van Afgevaardigden
Bij de verkiezingen voor het Filipijns Huis van Afgevaardigden hebben zich enkele opmerkelijke politici geregistreerd als kandidaat. Zo wil bokser Manny Pacquiao proberen om zijn enorme populariteit onder het volk door zijn grote succes in de sport, om te zetten in de zetel in het Huis. Ook voormalig first lady Imelda Marcos heeft zich kandidaat gesteld. Imelda, die in het verleden al eerder een zetel in het Huis van Afgevaardigden veroverde, wil opnieuw afgevaardigde van het tweede kiesdistrict van Ilocos Norte worden. De meest controversiële kandidaat voor een zetel in het Huis is echter zittend president Gloria Macapagal-Arroyo. Zij doet in mei 2010 een gooi naar een zetel als afgevaardigde van het tweede kiesdistrict van Pampanga. Het is voor het eerst in de geschiedenis van de Filipijnen dat een president zich na afloop van een termijn verkiesbaar stelt voor een andere, lagere politieke positie. Ondanks het feit dat dit grondwettelijk gezien geoorloofd is, leverde de stap haar veel kritiek op. Zo beweren critici dat Arroyo met een zetel in het Huis wil en de zodoende verkregen politieke immuniteit, voorkomen dat er na haar termijn vele rechtszaken tegen haar worden opgestart. Andere analisten zijn bang dat Arroyo door haar invloed en netwerk gekozen zal worden als Voorzitter van het Huis. Hierdoor zou ze vervolgens in een goede positie verkrijgen om de al lang door haar gewenste grondwetswijziging door het Filipijns Congres heen te krijgen. Daarnaast ontstaat door haar kandidatuur volgens sommige critici een oneerlijke concurrentie met haar tegenkandidaten, die niet de mogelijkheden van zittend president tot hun beschikking hebben. Voormalig president Fidel Ramos riep haar dan ook op om vroegtijdig af te treden. De kiescommissie COMELEC wees er echter op dat dit niet noodzakelijk was, aangezien alleen benoemde functionarissen, zoals kabinetsleden in voorkomende gevallen volgens de wet dienen af te treden.
| Provincie/Stad          | District | Afgevaardigden | Afgevaardigden             | Partij                 | Termijn |
| ----------------------- | -------- | -------------- | -------------------------- | ---------------------- | ------- |
| Abra                    | Abra     |                | Jocelyn Bernos             | Liberal                | 1       |
| Agusan del Norte        | 1e       |                | Jose Aquino II             | Lakas                  | 1       |
| Agusan del Norte        | 2e       |                | Angelica Amante            | Liberal                | 1       |
| Agusan del Sur          | 1e       |                | Maria Valentina Plaza      | NUP                    | 1       |
| Agusan del Sur          | 2e       |                | Evelyn P. Mellana          | NUP                    | 1       |
| Aklan                   | Lone     |                | Florencio Miraflores       | Liberal                | 3       |
| Albay                   | 1e       |                | Edcel Lagman               | Onafhankelijk          | 3       |
| Albay                   | 2e       |                | Al Francis Bichara         | Nacionalista           | 2       |
| Albay                   | 3e       |                | Fernando V. Gonzalez       | Liberal                | 1       |
| Antipolo                | 1e       |                | Roberto Puno               | NUP                    | 2       |
| Antipolo                | 2e       |                | Romeo Acop                 | Liberal                | 1       |
| Antique                 | Lone     |                | Paolo S. Javier            | Liberal                | 1       |
| Apayao                  | Lone     |                | Eleanor Bulut-Begtang      | NPC                    | 1       |
| Aurora                  | Lone     |                | Juan Edgardo Angara        | LDP                    | 3       |
| Bacolod                 | Lone     |                | Anthony Golez jr.          | Onafhankelijk          | 1       |
| Baguio                  | Lone     |                | Bernardo Vergara           | UNA                    | 1       |
| Basilan                 | Lone     |                | Jim Hataman Salliman       | Liberal                | 1       |
| Bataan                  | 1e       |                | Herminia Roman             | Liberal                | 2       |
| Bataan                  | 2e       |                | Albert S. Garcia           | NUP                    | 3       |
| Batanes                 | Lone     |                | Henedina Abad              | Liberal                | 1       |
| Batangas                | 1e       |                | Tomas Apacible             | Liberal                | 1       |
| Batangas                | 2e       |                | Hermilando Mandanas        | Onafhankelijk          | 3       |
| Batangas                | 3e       |                | Nelson Collantes           | Liberal                | 1       |
| Batangas                | 4th      |                | Mark Llandro Mendoza       | NPC                    | 2       |
| Benguet                 | Lone     |                | Ronald Cosalan             | Liberal                | 1       |
| Biliran                 | Lone     |                | Rogelio Espina             | Liberal                | 1       |
| Bohol                   | 1e       |                | Rene Relampagos            | Liberal                | 1       |
| Bohol                   | 2e       |                | Erico Aumentado            | NPC                    | 1       |
| Bohol                   | 3e       |                | Arthur Yap                 | NPC                    | 1       |
| Bukidnon                | 1e       |                | Jesus Emmanuel Paras       | NPC                    | 1       |
| Bukidnon                | 2e       |                | Florencio Flores           | Nacionalista           | 1       |
| Bukidnon                | 3e       |                | Jose Zubiri III            | Bukidnon Paglaum       | 2       |
| Bulacan                 | 1e       |                | Ma. Victoria Sy-Alvarado   | NUP                    | 2       |
| Bulacan                 | 2e       |                | Pedro Pancho               | NUP                    | 3       |
| Bulacan                 | 3e       |                | Jonjon Mendoza             | Liberal                | 1       |
| Bulacan                 | 4th      |                | Linabelle Ruth Villarica   | Liberal                | 1       |
| Cagayan                 | 1e       |                |                            |                        |         |
| Cagayan                 | 2e       |                |                            |                        |         |
| Cagayan                 | 3e       |                | Randolph Ting              | NUP                    | 1       |
| Cagayan de Oro          | 1e       |                |                            |                        |         |
| Cagayan de Oro          | 2e       |                | Rufus Rodriguez            | CDP                    | 2       |
| Caloocan                | 1e       |                |                            |                        |         |
| Caloocan                | 2e       |                |                            |                        |         |
| Camarines Norte         | 1e       |                |                            |                        |         |
| Camarines Norte         | 2e       |                | Elmer Panotes              | Lakas                  | 1       |
| Camarines Sur           | 1e       |                | Rolando Andaya jr.         | Lakas                  | 1       |
| Camarines Sur           | 2e       |                | Dato Arroyo                | Lakas                  | 2       |
| Camarines Sur           | 3e       |                |                            |                        |         |
| Camarines Sur           | 4th      |                |                            |                        |         |
| Camarines Sur           | 5th      |                | Salvio Fortuno             | Liberal                | 1       |
| Camiguin                | Lone     |                |                            |                        |         |
| Capiz                   | 1e       |                | Antonio Del Rosario        | Liberal                | 2       |
| Capiz                   | 2e       |                |                            |                        |         |
| Catanduanes             | Lone     |                | Cesar Sarmiento            | Liberal                | 1       |
| Cavite                  | 1e       |                |                            |                        |         |
| Cavite                  | 2e       |                | Lani Mercado               | Lakas                  | 1       |
| Cavite                  | 3e       |                |                            |                        |         |
| Cavite                  | 4th      |                | Elpidio Barzaga jr.        | NUP                    | 2       |
| Cavite                  | 5th      |                | Roy Loyola                 | Liberal                | 1       |
| Cavite                  | 6th      |                |                            |                        |         |
| Cavite                  | 7th      |                |                            |                        |         |
| Cebu                    | 1e       |                |                            |                        |         |
| Cebu                    | 2e       |                |                            |                        |         |
| Cebu                    | 3e       |                |                            |                        |         |
| Cebu                    | 4th      |                | Benhur Salimbangon         | NUP/1-Cebu             | 1       |
| Cebu                    | 5th      |                |                            |                        |         |
| Cebu                    | 6th      |                | Gabriel Luis Quisumbing    | Liberal                | 1       |
| Cebu City               | 1e       |                |                            |                        |         |
| Cebu City               | 2e       |                |                            |                        |         |
| Compostela Valley       | 1e       |                | Maria Carmen Zamora        | Liberal                | 1       |
| Compostela Valley       | 2e       |                | Rommel Amatong             | Liberal                | 3       |
| Cotabato (North)        | 1e       |                | Jesus Sacdalan             | Liberal                | 1       |
| Cotabato (North)        | 2e       |                | Nancy Catamco              | Liberal                | 1       |
| Cotabato (North)        | 3e       |                |                            |                        |         |
| Davao City              | 1e       |                | Karlo Nograles             | NUP                    | 1       |
| Davao City              | 2e       |                | Mylene Garcia-Albano       | Liberal                | 1       |
| Davao City              | 3e       |                | Isidro Ungab               | Liberal                | 2       |
| Davao (Davao del Norte) | 1e       |                | Anthony del Rosario        | Liberal                | 1       |
| Davao (Davao del Norte) | 2e       |                | Antonio Lagdameo jr.       | NUP                    | 2       |
| Davao del Sur           | 1e       |                |                            |                        |         |
| Davao del Sur           | 2e       |                | Franklin Bautista          | Liberal                | 2       |
| Davao Oriental          | 1e       |                | Nelson Dayanghirang        | Nacionalista           | 2       |
| Davao Oriental          | 2e       |                | Thelma Almario             | Lakas                  | 2       |
| Dinagat Islands         | Lone     |                | Kaka Bag-ao                | Liberal                | 1       |
| Eastern Samar           | Lone     |                | Ben Evardone               | Liberal                | 1       |
| Guimaras                | Lone     |                | Joaquin Carlos Rahman Nava | Liberal                | 2       |
| Ifugao                  | Lone     |                | Teodoro Baguilat           | Liberal                | 1       |
| Iligan                  | Lone     |                | Vicente Belmonte jr.       | Liberal                | 2       |
| Ilocos Norte            | 1e       |                | Rodolfo Fariñas            | Nacionalista           | 1       |
| Ilocos Norte            | 2e       |                | Imelda Marcos              | KBL                    | 1       |
| Ilocos Sur              | 1e       |                | Ronald Singson             | Nacionalista           | 2       |
| Ilocos Sur              | 2e       |                |                            |                        |         |
| Iloilo                  | 1e       |                |                            |                        |         |
| Iloilo                  | 2e       |                |                            |                        |         |
| Iloilo                  | 3e       |                | Arthur Defensor jr.        | Liberal                | 1       |
| Iloilo                  | 4th      |                |                            |                        |         |
| Iloilo                  | 5th      |                | Niel Tupas jr.             | Liberal                | 2       |
| Iloilo City             | Lone     |                | Jerry Treñas               | Liberal                | 1       |
| Isabela                 | 1e       |                |                            |                        |         |
| Isabela                 | 2e       |                | Ana Cristina Go            | Nacionalista           | 1       |
| Isabela                 | 3e       |                | Napoleon Dy                | NPC                    | 1       |
| Isabela                 | 4e       |                | Giorgidi Aggabao           | NPC                    | 2       |
| Kalinga                 | Lone     |                | Manuel Agyao               | Liberal                | 2       |
| La Union                | 1e       |                | Victor Francisco Ortega    | Lakas                  | 2       |
| La Union                | 2e       |                | Eufranio Eriguel           | NPC                    | 1       |
| Laguna                  | 1e       |                | Danilo Fernandez           | Liberal                | 2       |
| Laguna                  | 2e       |                |                            |                        |         |
| Laguna                  | 3e       |                |                            |                        |         |
| Laguna                  | 4th      |                |                            |                        |         |
| Lanao del Norte         | 1e       |                | Imelda Dimaporo            | NPC                    | 1       |
| Lanao del Norte         | 2e       |                |                            |                        |         |
| Lanao del Sur           | 1e       |                |                            |                        |         |
| Lanao del Sur           | 2e       |                | Pangalian Balindong        | Liberal                | 2       |
| Lapu-Lapu City          | Lone     |                |                            |                        |         |
| Las Piñas               | Lone     |                | Mark Villar                | Nacionalista           | 1       |
| Leyte                   | 1e       |                | Martin Romualdez           | Lakas                  | 2       |
| Leyte                   | 2e       |                | Sergio Apostol             | Liberal                | 1       |
| Leyte                   | 3e       |                | Andres Salvacion           | Liberal                | 2       |
| Leyte                   | 4th      |                | Lucy Torres-Gomez          | Liberal                | 1       |
| Leyte                   | 5th      |                | Jose Carlos Cari           | Liberal                | 1       |
| Maguindanao             | 1e       |                | Bai Sandra Sema            | Liberal                | 1       |
| Maguindanao             | 2e       |                |                            |                        |         |
| Makati                  | 1e       |                | Monique Lagdameo           | UNA                    | 1       |
| Makati                  | 2e       |                | Abby Binay                 | UNA                    | 2       |
| Malabon                 | Lone     |                | Josephine Lacson-Noel      | NPC                    | 2       |
| Mandaluyong             | Lone     |                | Neptali Gonzales II        | Liberal                | 2       |
| Manilla                 | 1e       |                | Benjamin Asilo             | Liberal                | 2       |
| Manilla                 | 2e       |                | Carlo Lopez                | Liberal                | 1       |
| Manilla                 | 3e       |                | Zeny Angping               | NPC                    | 2       |
| Manilla                 | 4e       |                | Trisha Bonoan-David        | NUP                    | 2       |
| Manilla                 | 5e       |                | Amado Bagatsing            | UNA/KABAKA             | 2       |
| Manilla                 | 6e       |                | Sandy Ocampo               | Liberal                | 1       |
| Marikina                | 1e       |                | Marcelino Teodoro          | Liberal                | 2       |
| Marikina                | 2e       |                | Miro Quimbo                | Liberal                | 1       |
| Marinduque              | Lone     |                |                            |                        |         |
| Masbate                 | 1e       |                |                            |                        |         |
| Masbate                 | 2e       |                |                            |                        |         |
| Masbate                 | 3rd      |                | Scott Davies Lanete        | NPC                    | 1       |
| Misamis Occidental      | 1e       |                | Jorge Almonte              | Liberal                | 1       |
| Misamis Occidental      | 2e       |                |                            |                        |         |
| Misamis Oriental        | 1e       |                | Peter Unabia               | Liberal                | 1       |
| Misamis Oriental        | 2e       |                |                            |                        |         |
| Mountain Province       | Lone     |                | Maximo Dalog               | Liberal                | 1       |
| Muntinlupa              | Lone     |                | Rodolfo Biazon             | Liberal                | 1       |
| Navotas                 | Lone     |                | Toby Tiangco               | UNA/Navoteño           | 1       |
| Negros Occidental       | 1e       |                | Julio Ledesma IV           | NPC                    | 2       |
| Negros Occidental       | 2e       |                |                            |                        |         |
| Negros Occidental       | 3e       |                | Alfredo Benitez            | Liberal                | 1       |
| Negros Occidental       | 4e       |                | Jeffrey Ferrer             | United Negros Alliance | 2       |
| Negros Occidental       | 5e       |                | Alejandro Mirasol          | Liberal                | 1       |
| Negros Occidental       | 6e       |                | Mercedes Alvarez           | NPC                    | 1       |
| Negros Oriental         | 1e       |                |                            |                        |         |
| Negros Oriental         | 2e       |                | George Arnaiz              | NPC                    | 2       |
| Negros Oriental         | 3rd      |                | Pryde Henry Teves          | NPC                    | 2       |
| Northern Samar          | 1e       |                |                            |                        |         |
| Northern Samar          | 2e       |                | Emil Ong                   | NUP                    | 2       |
| Nueva Ecija             | 1e       |                |                            |                        |         |
| Nueva Ecija             | 2e       |                | Joseph Gilbert Violago     | Liberal                | 2       |
| Nueva Ecija             | 3rd      |                | Czarina Umali              | Liberal                | 2       |
| Nueva Ecija             | 4th      |                |                            |                        |         |
| Nueva Vizcaya           | Lone     |                | Carlos M. Padilla          | Nacionalista           | 2       |
| Occidental Mindoro      | Lone     |                |                            |                        |         |
| Oriental Mindoro        | 1e       |                |                            |                        |         |
| Oriental Mindoro        | 2e       |                | Rey Umali                  | Liberal                | 1       |
| Palawan                 | 1e       |                |                            |                        |         |
| Palawan                 | 2e       |                |                            |                        |         |
| Palawan                 | 3rd      |                |                            |                        |         |
| Pampanga                | 1e       |                |                            |                        |         |
| Pampanga                | 2e       |                | Gloria Macapagal-Arroyo    | Lakas                  | 1       |
| Pampanga                | 3rd      |                |                            |                        |         |
| Pampanga                | 4th      |                |                            |                        |         |
| Pangasinan              | 1e       |                | Jesus Celeste              | NPC                    | 1       |
| Pangasinan              | 2e       |                | Leopoldo Bataoil           | NPC                    | 1       |
| Pangasinan              | 3rd      |                |                            |                        |         |
| Pangasinan              | 4th      |                | Gina de Venecia            | NPC                    | 1       |
| Pangasinan              | 5th      |                | Kimi Cojuangco             | NPC                    | 1       |
| Pangasinan              | 6th      |                | Marlyn Primicias-Agabas    | NPC                    | 1       |
| Parañaque               | 1e       |                |                            |                        |         |
| Parañaque               | 2e       |                |                            |                        |         |
| Pasay                   | Lone     |                | Imelda Rubiano             | Liberal                | 1       |
| Pasig                   | Lone     |                | Roman Romulo               | Liberal                | 2       |
| Quezon                  | 1e       |                | Wilfrido Mark Enverga      | NPC                    | 2       |
| Quezon                  | 2e       |                |                            |                        |         |
| Quezon                  | 3rd      |                |                            |                        |         |
| Quezon                  | 4th      |                |                            |                        |         |
| Quezon City             | 1e       |                |                            |                        |         |
| Quezon City             | 2e       |                | Winston Castelo            | Liberal                | 1       |
| Quezon City             | 3rd      |                | Bolet Banal                | Liberal                | 1       |
| Quezon City             | 4th      |                | Feliciano Belmonte jr.     | Liberal                | 1       |
| Quezon City             | 5th      |                |                            |                        |         |
| Quezon City             | 6th      |                |                            |                        |         |
| Quirino                 | Lone     |                | Dakila Cua                 | Liberal                | 1       |
| Rizal                   | 1e       |                | Joel Roy Duavit            | NPC                    | 1       |
| Rizal                   | 2e       |                | Isidro Rodriguez jr.       | NPC                    | 1       |
| Romblon                 | Lone     |                | Eleandro Jesus Madrona     | Nacionalista           | 2       |
| Samar                   | 1e       |                | Mel Senen Sarmiento        | Liberal                | 1       |
| Samar                   | 2e       |                | Milagros Tan               | NPC                    | 1       |
| San Jose del Monte      | Lone     |                | Arthur Robes               | Liberal                | 2       |
| San Juan                | Lone     |                |                            |                        |         |
| Sarangani               | Lone     |                | Manny Pacquiao             | UNA                    | 1       |
| Siquijor                | Lone     |                |                            |                        |         |
| Sorsogon                | 1e       |                |                            |                        |         |
| Sorsogon                | 2e       |                | Deogracias Ramos jr.       | Liberal                | 1       |
| South Cotabato          | 1e       |                | Pedro Acharon jr.          | Liberal/AIM            | 1       |
| South Cotabato          | 2e       |                |                            |                        |         |
| Southern Leyte          | Lone     |                |                            |                        |         |
| Sultan Kudarat          | 1e       |                | Raden Sakaluran            | Onafhankelijk          | 1       |
| Sultan Kudarat          | 2e       |                | Arnulfo Go                 | NUP                    | 2       |
| Sulu                    | 1e       |                | Tupay Loong                | NUP                    | 1       |
| Sulu                    | 2e       |                |                            |                        |         |
| Surigao del Norte       | 1e       |                | Francisco Matugas          | Liberal                | 2       |
| Surigao del Norte       | 2e       |                | Guillermo Romarate jr.     | Liberal                | 2       |
| Surigao del Sur         | 1e       |                | Philip Pichay              | Lakas                  | 2       |
| Surigao del Sur         | 2e       |                | Florencio Garay            | Liberal                | 2       |
| Taguig–Pateros          | 1e       |                | Arnel Cerafica             | Liberal                | 1       |
| Taguig                  | 2e       |                |                            |                        |         |
| Tarlac                  | 1e       |                | Enrique Cojuangco          | NPC                    | 1       |
| Tarlac                  | 2e       |                | Susan Yap                  | NPC                    | 1       |
| Tarlac                  | 3rd      |                |                            |                        |         |
| Tawi-Tawi               | Lone     |                |                            |                        |         |
| Valenzuela              | 1e       |                |                            |                        |         |
| Valenzuela              | 2e       |                | Magtanggol Gunigundo       | Lakas                  | 2       |
| Zambales                | 1e       |                |                            |                        |         |
| Zambales                | 2e       |                |                            |                        |         |
| Zamboanga City          | 1e       |                |                            | align=center           |         |
| Zamboanga City          | 2e       |                |                            |                        |         |
| Zamboanga del Norte     | 1e       |                | Seth Jalosjos              | Nacionalista           | 1       |
| Zamboanga del Norte     | 2e       |                | Rosendo Labadlabad         | Liberal                | 2       |
| Zamboanga del Norte     | 3rd      |                |                            |                        |         |
| Zamboanga del Sur       | 1e       |                | Victor Yu                  | NUP                    | 2       |
| Zamboanga del Sur       | 2e       |                | Aurora Cerilles            | NUP                    | 1       |
| Zamboanga Sibugay       | 1e       |                |                            |                        |         |
| Zamboanga Sibugay       | 2e       |                |                            |                        |         |

### gouverneursverkiezingen
Op provinciaal niveau kon gekozen worden voor de posities van gouverneur, vicegouverneur en de leden van provinciale raden. De tabel hieronder vermeld alle gekozen gouverneurs en vicegouverneurs voor alle 79 provincies.
| Gouverneursverkiezingen 2010 | Gouverneursverkiezingen 2010 | Gouverneursverkiezingen 2010 | Gouverneursverkiezingen 2010 | Gouverneursverkiezingen 2010 | Gouverneursverkiezingen 2010 | Gouverneursverkiezingen 2010 |
| Provincie                    | Gouverneur                   | Partij                       | Partij                       | Vicegouverneur               | Partij                       | Partij                       |
| ---------------------------- | ---------------------------- | ---------------------------- | ---------------------------- | ---------------------------- | ---------------------------- | ---------------------------- |
| Abra                         | Eustaquio Bersamin           |                              | Lakas-Kampi-CMD              | Rolando D. Somera            |                              | Lakas-Kampi-CMD              |
| Agusan del Norte             | Erlpe John Amante            |                              | Lakas-Kampi-CMD              | Enrico R. Corvera            |                              | Lakas-Kampi-CMD              |
| Agusan del Sur               | Adolph Plaza                 |                              | Lakas-Kampi-CMD              | Santiago B. Cane jr.         |                              | Lakas-Kampi-CMD              |
| Aklan                        | Carlito Marquez              |                              | Lakas-Kampi-CMD              | Gabrielle V. Calizo-Quimpo   |                              | Nacionalista Party           |
| Albay                        | Joey Salceda                 |                              | Lakas-Kampi-CMD              | Harold O. Imperial           |                              | Lakas-Kampi-CMD              |
| Antique                      | Exequiel B. Javier           |                              | Lakas-Kampi-CMD              | Rosie A. Dimamay             |                              | Lakas-Kampi-CMD              |
| Apayao                       | Elias Bulut sr.              |                              | NPC                          | Hector Reuel D. Pascua       |                              | Lakas-Kampi-CMD              |
| Aurora                       | Bellaflor Angara-Castillo    |                              | LDP                          | Gerardo A. Novera            |                              | Liberal Party                |
| Basilan                      | Jum Akbar                    |                              | Lakas-Kampi-CMD              | Al Rasheed A M. Sakkalahul   |                              | Lakas-Kampi-CMD              |
| Bataan                       | Enrique Garcia               |                              | Lakas-Kampi-CMD              | Efren Dominic E. Pascual jr. |                              | Nacionalista Party           |
| Batanes                      | Vic Gato                     |                              | Lakas-Kampi-CMD              | Ferdinand C. Elicia          |                              | Lakas-Kampi-CMD              |
| Batangas                     | Vilma Santos-Recto           |                              | Liberal Party                | Jose Antonio S. Leviste II   |                              | Liberal Party                |
| Benguet                      | Nestor Fongwan               |                              | Lakas-Kampi-CMD              | Crescencio C. Pacalso        |                              | Lakas-Kampi-CMD              |
| Biliran                      | Gerardo Espina jr.           |                              | Lakas-Kampi-CMD              | Lucila C. Curso              |                              | Nacionalista Party           |
| Bohol                        | Edgar Chatto                 |                              | Lakas-Kampi-CMD              | Concepcion O. Lim            |                              | Lakas-Kampi-CMD              |
| Bukidnon                     | Alex Calingasan              |                              | Lakas-Kampi-CMD              | Jose Maria R. Zubiri jr.     |                              | Lakas-Kampi-CMD              |
| Bulacan                      | Wilhelmino Sy-Alvarado       |                              | Lakas-Kampi-CMD              | Daniel R. Fernando           |                              | Lakas-Kampi-CMD              |
| Cagayan                      | Alvaro Antonio               |                              | Lakas-Kampi-CMD              | Leonides N. Fausto           |                              | Lakas-Kampi-CMD              |
| Camarines Norte              | Edgardo Tallado              |                              | Liberal Party                | Jonah Pedro G. Pimentel      |                              | Lakas-Kampi-CMD              |
| Camarines Sur                | Luis Raymond Villafuerte jr. |                              | Nacionalista Party           | Fortunato C. Peña            |                              | Nacionalista Party           |
| Camiguin                     | Jurdin Jesus M. Romualdo     |                              | Nacionalista Party           | Leo G. Lasacar               |                              | Lakas-Kampi-CMD              |
| Capiz                        | Victor Tanco                 |                              | Liberal Party                | Esteban Evan B. Contreras    |                              | Liberal Party                |
| Catanduanes                  | Joseph Cua                   |                              | Lakas-Kampi-CMD              | Jose J. Teves jr.            |                              | Lakas-Kampi-CMD              |
| Cavite                       | Juanito Victor Remulla jr.   |                              | Nacionalista Party           | Recto M. Cantimbuhan         |                              | Liberal Party                |
| Cebu                         | Gwendolyn Garcia             |                              | Lakas-Kampi-CMD              | Gregorio G. Sanchez jr.      |                              | Liberal Party                |
| Compostela Valley            | Arturo Uy                    |                              | Nacionalista Party           | Ramil L. Gentugaya           |                              | Lakas-Kampi-CMD              |
| Cotabato                     | Emmylou Taliño-Mendoza       |                              | Lakas-Kampi-CMD              | Gregorio T. Ipong            |                              | Lakas-Kampi-CMD              |
| Davao Oriental               | Corazon Malanyaon            |                              | Nacionalista Party           | Joel Mayo Z. Almario         |                              | Lakas-Kampi-CMD              |
| Davao del Norte              | Rodolfo del Rosario          |                              | Liberal Party                | Victorio R. Suaybaguio jr.   |                              | Liberal Party                |
| Davao del Sur                | Douglas Cagas                |                              | Nacionalista Party           | Arsenio A. Latasa            |                              | NPC                          |
| Eastern Samar                | Conrado Nicart jr.           |                              | Nacionalista Party           | Christopher S.P. Gonzales    |                              | Lakas-Kampi-CMD              |
| Guimaras                     | Felipe Hilan Nava            |                              | Lakas-Kampi-CMD              | Aurelio G. Tionado           |                              | Lakas-Kampi-CMD              |
| Ifugao                       | Eugene Balitang              |                              | Liberal Party                | Pedro Guhmi Mayam-o          |                              | Liberal Party                |
| Ilocos Norte                 | Imee Marcos                  |                              | Nacionalista Party           | Eugenio A. Marcos            |                              | Lakas-Kampi-CMD              |
| Ilocos Sur                   | Luis Singson                 |                              | Lakas-Kampi-CMD              | Deogracias Savellano         |                              | Lakas-Kampi-CMD              |
| Iloilo                       | Arthur Defensor sr.          |                              | Lakas-Kampi-CMD              | Oscar S. Garin jr.           |                              | Lakas-Kampi-CMD              |
| Isabela                      | Faustino Dy III              |                              | Lakas-Kampi-CMD              | Rodolfo T. Albano III        |                              | Lakas-Kampi-CMD              |
| Kalinga                      | Jocel Baac                   |                              | PMP                          | Allen Jesse C. Mangaoang     |                              | Nacionalista Party           |
| La Union                     | Manuel Ortega                |                              | NPC                          | Aureo Augusto Q. Nisce       |                              | Lakas-Kampi-CMD              |
| Laguna                       | Emilio Ramon Ejercito        |                              | PMP                          | Caesar P. Perez              |                              | Bigkis Pinoy                 |
| Lanao del Norte              | Mohammad Dimaporo            |                              | Lakas-Kampi-CMD              | Irma U. Ali                  |                              | Lakas-Kampi-CMD              |
| Lanao del Sur                | Mamintal Aditong jr.         |                              | Onafhankelijk                | Arsad A. Marahombsar         |                              | Lakas-Kampi-CMD              |
| Leyte                        | Jericho Petilla              |                              | Lakas-Kampi-CMD              | Maria Mimietta S. Bagulaya   |                              | Liberal Party                |
| Maguindanao                  | Esmael Mangudadatu           |                              | Lakas-Kampi-CMD              | Ismael V. Mastura            |                              | Lakas-Kampi-CMD              |
| Marinduque                   | Carmencita Reyes             |                              | Bigkis Pinoy                 | Antonio L. Uy jr.            |                              | Liberal Party                |
| Masbate                      | Rizalina Seachon-Lanete      |                              | NPC                          | Vicente Homer B. Revil       |                              | NPC                          |
| Misamis Occidental           | Herminia Ramiro              |                              | Lakas-Kampi-CMD              | Henry S. Oaminal             |                              | Nacionalista Party           |
| Misamis Oriental             | Oscar Moreno                 |                              | Lakas-Kampi-CMD              | Norris C. Babiera sr.        |                              | Lakas-Kampi-CMD              |
| Mountain Province            | Leonard Mayaen               |                              | Nacionalista Party           | Bonifacio Lacwasan jr.       |                              | Onafhankelijk                |
| Negros Occidental            | Alfredo Marañon jr.          |                              | NPC                          | Genaro M. Alvarez jr.        |                              | NPC                          |
| Negros Oriental              | Emilio Macias II             |                              | NPC                          | Agustin Ramon M. Perdices    |                              | Onafhankelijk                |
| Northern Samar               | Raul Daza                    |                              | Liberal Party                | Ramp Nielsen S. Uy           |                              | Nacionalista Party           |
| Nueva Ecija                  | Aurelio Umali                |                              | Lakas-Kampi-CMD              | Gay G. Padiernos             |                              | Lakas-Kampi-CMD              |
| Nueva Vizcaya                | Luisa Lloren Cuaresma        |                              | Nacionalista Party           | Jose Gambito                 |                              | Nacionalista Party           |
| Occidental Mindoro           | Josephine Ramirez-Sato       |                              | NPC                          | Mario Gene J. Mendiola       |                              | NPC                          |
| Oriental Mindoro             | Alfonso Umali jr.            |                              | Liberal Party                | Humerlito A. Dolor           |                              | Liberal Party                |
| Palawan                      | Abraham Mitra                |                              | Liberal Party                | Clara E. Reyes               |                              | Lakas-Kampi-CMD              |
| Pampanga                     | Lilia Pineda                 |                              | Lakas-Kampi-CMD              | Joseller M. Guiao            |                              | Lakas-Kampi-CMD              |
| Pangasinan                   | Amado Espino jr.             |                              | Lakas-Kampi-CMD              | Jose Z. Calimlim jr.         |                              | Lakas-Kampi-CMD              |
| Quezon                       | David Suarez                 |                              | Lakas-Kampi-CMD              | Vicente J. Alcala            |                              | Onafhankelijk                |
| Quirino                      | Junie Cua                    |                              | Lakas-Kampi-CMD              | May G. Calaunan              |                              | Liberal Party                |
| Rizal                        | Casimiro Ynares III          |                              | NPC                          | Frisco S. San Juan jr.       |                              | NPC                          |
| Romblon                      | Eduardo Firmalo              |                              | Liberal Party                | Manuel M. Madrid             |                              | NPC                          |
| Samar                        | Sharee Ann Tan               |                              | Lakas-Kampi-CMD              | Stephen James Tan            |                              | Lakas-Kampi-CMD              |
| Sarangani                    | Miguel Rene A. Dominguez     |                              | Lakas-Kampi-CMD              | Steve C. Solon               |                              | Lakas-Kampi-CMD              |
| Siquijor                     | Orlando Fua jr.              |                              | Lakas-Kampi-CMD              | Andre Jesu E. Cortes         |                              | Lakas-Kampi-CMD              |
| Sorsogon                     | Raul Lee                     |                              | Lakas-Kampi-CMD              | Antonio H. Escudero jr.      |                              | Onafhankelijk                |
| South Cotabato               | Arthur Y. Pingoy jr.         |                              | Lakas-Kampi-CMD              | Elmo B. Tolosa               |                              | Lakas-Kampi-CMD              |
| Southern Leyte               | Damian G. Mercado            |                              | Lakas-Kampi-CMD              | Miguel C. Maamo II           |                              | Lakas-Kampi-CMD              |
| Sultan Kudarat               | Suharto Mangudadatu          |                              | Lakas-Kampi-CMD              | Ernesto F. Matias            |                              | Lakas-Kampi-CMD              |
| Sulu                         | Abdusakur Tan                |                              | Lakas-Kampi-CMD              | Benjamin T. Loong            |                              | NPC                          |
| Surigao del Norte            | Sol Matugas                  |                              | Lakas-Kampi-CMD              | Arturo Carlos A. Egay jr.    |                              | Lakas-Kampi-CMD              |
| Surigao del Sur              | Johnny Pimentel              |                              | Lakas-Kampi-CMD              | Manuel O. Alameda sr.        |                              | Lakas-Kampi-CMD              |
| Tarlac                       | Victor Yap                   |                              | NPC                          | Pearl Angeli E. Pacada       |                              | Lakas-Kampi-CMD              |
| Tawi-Tawi                    | Sadikul Sahali               |                              | Lakas-Kampi-CMD              | Ruby M. Sahali               |                              | Lakas-Kampi-CMD              |
| Zambales                     | Hermogenes Ebdane jr.        |                              | Lapiang Manggagawa           | Ramon Lacbain III            |                              | Onafhankelijk                |
| Zamboanga del Norte          | Rolando Yebes                |                              | Lakas-Kampi-CMD              | Francis H. Olvis             |                              | Lakas-Kampi-CMD              |
| Zamboanga del Sur            | Antonio Cerilles             |                              | NPC                          | Juan C. Regala               |                              | Lakas-Kampi-CMD              |
| Zamboanga Sibugay            | Rommel Jalosjos              |                              | Nacionalista Party           | Rey Andre C. Olegario        |                              | Nacionalista Party           |